# サン＝ブリ
サン＝ブリ （Saint-Bris）は、ブルゴーニュワインの1つ。ワインのAOC名。この地方にただ一つ残っていた1974年認定のVDQSワイン「ソーヴィニョン・ド・サンブリ（Sauvignon de Saint-Bris)」が、2003年にレジョナル（地方名）AOC「Saint-Bris（サン＝ブリ）」に昇格した。
ヨンヌ県にあるサン＝ブリ＝ル＝ヴィヌー（Saint-Bris-Le-Vinneux)村を中心にした5か村で作られる。柑橘類に似たさわやかな香りのある軽い辛口の白ワインで、ソーヴィニョン・ブラン種（およびSauvinon Gris)のぶどうから作られる。
「サン・ブリ」の栽培地域に含まれる3か村で、イランシーという赤ワインも作られている。